# تان تون
تان تون (مواليد 10 مايو 1941) هو ملاكم ميانماري، مثّل بلاده في الألعاب الأولمبية الصيفية 1960.

## روابط خارجية
تان تون على موقع أوليمبيديا (الإنجليزية)